# Meilen (gemeente)

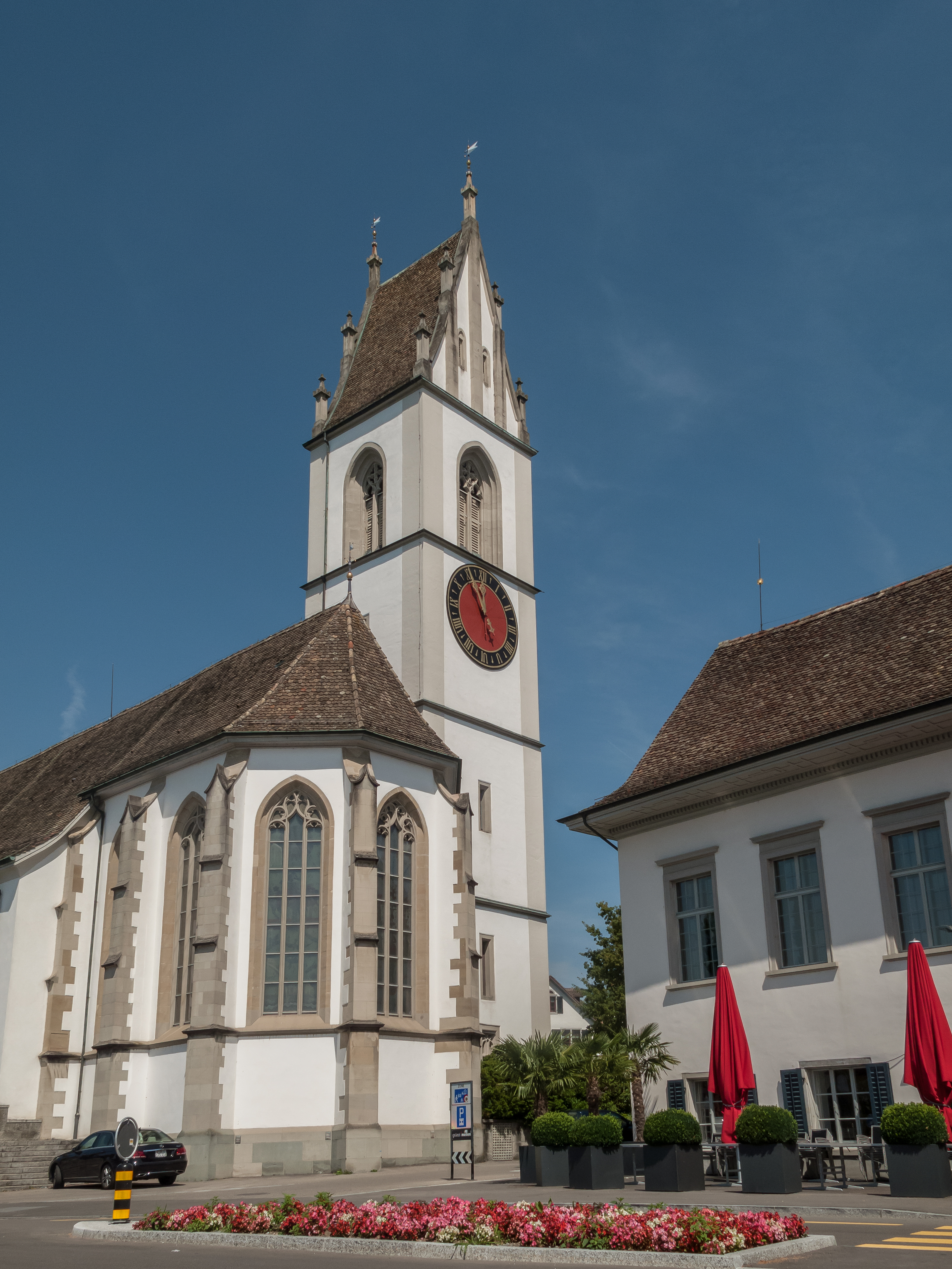
Meilen, die protestantse kerk

Meilen is een gemeente en plaats in het Zwitserse kanton Zürich, en maakt deel uit van het district Meilen.
Meilen telt 11.933 inwoners.

## Overleden
- Anna Mackenroth (1861-1936), Pruisisch-Zwitserse juriste